# Oparanthus tiva
Oparanthus tiva ist eine Pflanzenart innerhalb der Familie der Korbblütler (Asteraceae). Sie kommt auf den im südlichen Pazifik gelegenen Marquesas endemisch vor.

## Beschreibung

### Vegetative Merkmale
Oparanthus tiva wächst als Baum der Wuchshöhen von 3 bis 7 Metern und Stammdurchmesser von bis zu 0,3 Metern erreicht. Es werden häufig einige Stützwurzeln gebildet. Die Borke ist braun während das Holz cremefarben ist. Die jungen Triebe weisen kurze Internodien auf.
Die kreuzgegenständig an den Zweigen angeordneten Laubblätter sind in einen Blattstiel und eine Blattspreite gegliedert. Der Blattstiel ist 3 bis 9 Zentimeter lang. Die einfache, dünnledrige Blattspreite ist bei einer Länge von 10 bis 19,3 Zentimetern sowie einer Breite von 6 bis 15,8 Zentimetern eiförmig bis breit eiförmig geformt. Frische Blätter sind häufig schleimig und verströmen einen terpentinartigen Geruch. Die Spreitenbasis läuft meist ungleichseitig stumpf, gelegentlich auch keilförmig zu, die Spreitenspitze ist stumpf zulaufend bis stumpf, der Spreitenrand ist schwach gezähnt bis annähernd ganzrandig. Von jeder Seite des Blattmittelnervs zweigen mehrere Paare an Seitennerven ab und an den Blattunterseite findet man Domatien mit kleinen Haarbüscheln an den Verzweigungen der Blattnerven.

### Blütenstände und Blüten
Oparanthus tiva ist einhäusig getrenntgeschlechtig (monözisch) und die bekannte Blütezeit und Fruchtreife umfasst den Juli. Die endständigen, erst aufrechten und später hängenden, zymischen Gesamtblütenstände bestehen aus drei körbchenförmigen Teilblütenständen. Die Teilblütenstände werden 1 bis 2 Zentimeter groß und haben einen Durchmesser von 0,9 bis 1,4 Zentimeter. Der Blütenstandsschaft ist 1,5 bis 7,6 Zentimeter lang. Im glockenförmigen Involucrum sind in zwei abgestuften Reihen die sieben bis neun Hüllblätter angeordnet, welche 0,7 bis 1,1 Zentimeter lang sind. Die Hüllblätter auf dem konvexen Körbchenboden werden 1,2 bis 1,3 Zentimeter lang.
Die funktional eingeschlechtigen Blüten sind vierzählig mit doppelter Blütenhülle. Die Blütenkörbe enthalten acht bis zehn funktional weibliche, weiße Zungenblüten (= Strahlenblüten) in ein bis drei abgestuften Reihen und 18 bis 20 funktional männliche, ebenfalls weiße Röhrenblüten (= Scheibenblüten). Die Kronblätter der Zungenblüten unterteilen sich in eine 0,3 bis 0,4 Zentimeter lange Kronröhre sowie eine 0,3 bis 0,38 Zentimeter lange Zunge, welche an ihrer Spitze leicht gezähnt ist. Die Röhrenblüten haben eine 0,35 bis 0,4 Zentimeter lange Kronröhre sowie etwa 0,3 Zentimeter lange Kronlappen.

### Früchte und Samen
Die fruchtbaren Achänen, welche sich in den Zungenblüten bilden, sind bei einer Länge von 0,8 bis 0,9 Zentimetern annähernd elliptisch bis lanzettlich geformt und weisen zwei Flügel auf. Der bis zu 0,1 Zentimeter breite Flügel hat einen glatten Rand und reicht über die Spitze der Achänen hinaus. Die 1,2 bis 1,3 Zentimeter langen, linealisch geformten Achänen, welche sich in den Röhrenblüten bilden, sind steril.

## Vorkommen
Das natürliche Verbreitungsgebiet von Oparanthus tiva liegt auf der zu den Marquesas gehörenden Insel Tahuata. Das Verbreitungsgebiet umfasst dort die höher gelegenen Regionen der Insel.
Oparanthus tiva gedeiht Höhenlagen von 790 bis 900 Metern. Die Art wächst dort niedrigen Feuchtwäldern, meist an windumtosten Hängen und in Schluchten in der Nähe von Gipfelregionen. In diesen Wäldern wachsen verschiedene Arten von Alsophila, Crossostylis, Cyrtandra, Dicranopteris,  Freycinetia, Gahnia, Hibiskus (Hibiscus), Macropiper, Marattia, Eisenhölzern (Metrosideros), Morinda, Reynoldsia, Brechsträuchern (Psychotria) sowie Weinmannia.

## Systematik
Die Erstbeschreibung als Oparanthus tiva erfolgte 2011 durch Warren L. Wagner und David H. Lorence in PhytoKeys. Das Artepitheton tiva ehrt Steven P. Perlman, welcher die Art entdeckte und auf den Marquesas unter dem Spitznamen Tiva bekannt ist.